# Coendou ichillus
Coendou ichillus är en gnagare i familjen trädpiggsvin som förekommer i nordvästra Sydamerika. Artepitet i det vetenskapliga namnet betyder liten i den dialekt av språket Quechua som talas av ursprungsbefolkningen i djurets utbredningsområde.

## Utseende
En individ av okänt kön var 29 cm lång (huvud och bål) med en 25 cm lång svans och en hanne hade en kroppslängd av 26 cm samt en 21 cm lång svans. Djurets bakfötter är nästan 6 cm långa. Hos vuxna exemplar är på ovansidan bara taggarna synliga men det finns några enstaka gömda hår som är svarta. De upp till 4 cm långa taggarna på ovansidan är gula nära roten och mörkbruna till svarta vid spetsen. Dessutom förekommer på huvudet några elfenbensfärgade taggar med ett mörkt band i mitten. Förutom taggarna och de gömda håren är främre delen av ryggen även täckt av inblandade smala långa nålar som är upp till 8 cm långa. De är gula med ett mörkbrunt band i mitten. På undersidan förekommer styv päls som består av bandade hår.
Svansen har nära bålen ett täcke av taggar som liknar de på bålens ovansida. Bakre halvan av svansen har borstlika svarta hår på ovansidan samt en naken undersida. Den används som gripverktyg.

## Utbredning
Det kända utbredningsområdet ligger vid östra foten av Anderna i östra Ecuador och nordöstra Peru. Individer hittades mellan 300 och 500 meter över havet. Regionen är täckt av regnskog.

## Ekologi
Enligt ett fåtal observationer är arten aktiv på natten och den klättrar främst i träd. Två skogsarbetare berättade att de hittade två individer i en ihålig palm. Ett annat exemplar åt bananer.

## Status
IUCN listar Coendou ichillus med kunskapsbrist (DD).